# Scotty Bullock

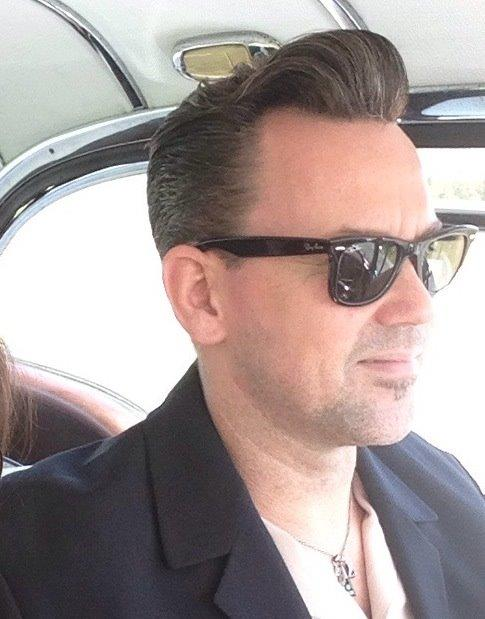
Scotty Bullock, 2016

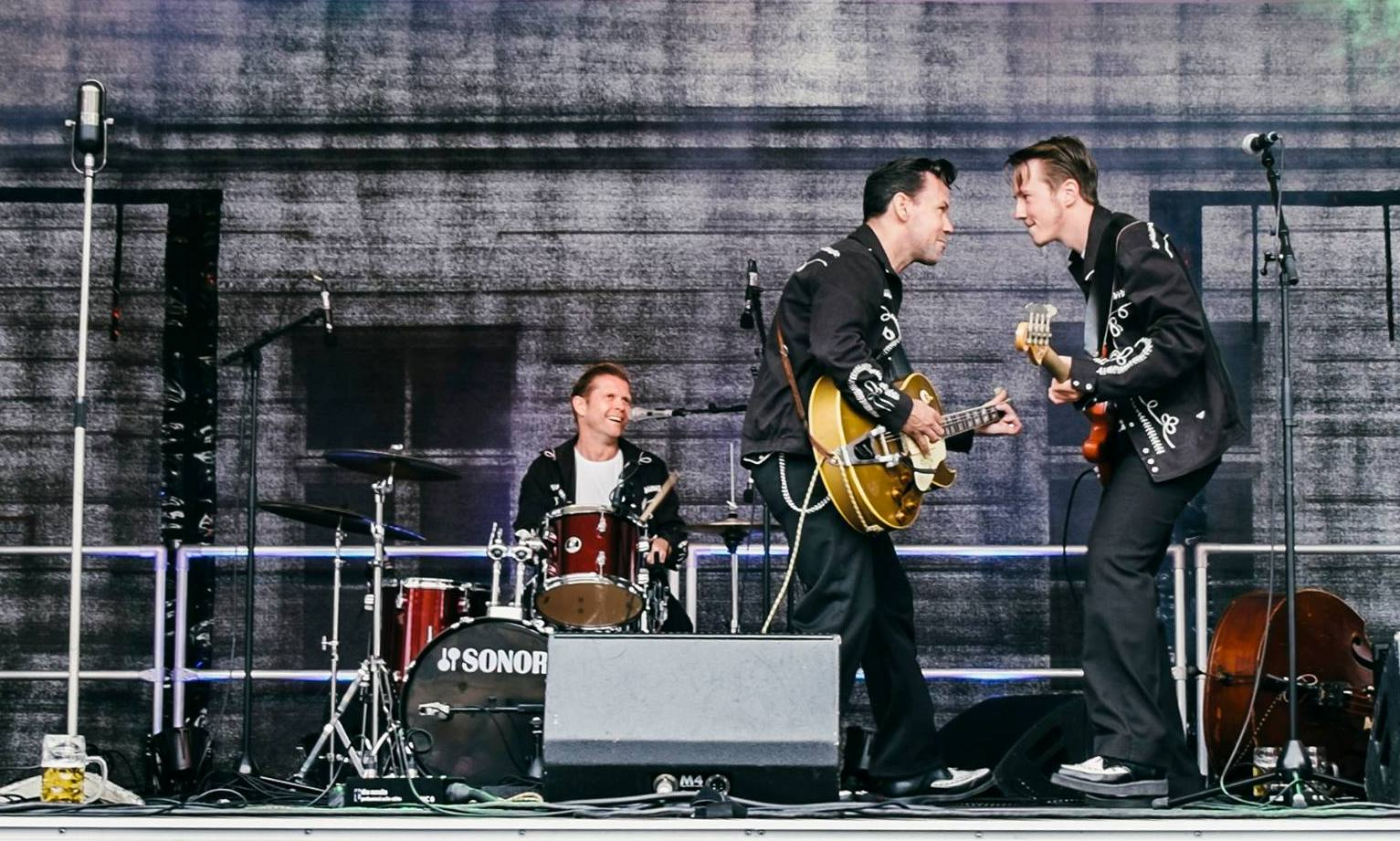
Bullock mit seinem Trio 2015 live

Scotty Bullock (* 19. Mai 1969 in Burglengenfeld) ist ein deutscher Rock-’n’-Roll-Musiker aus der Oberpfalz. Der Sänger und Gitarrist tritt seit 2015 mit seinem Trio auf. Er singt neben Coversongs auch eigene Stücke, vorwiegend in Englisch.              Das Trio hat aber auch deutsch- und bayerischsprachige Nummern im Repertoire. Bullock`s Musik fällt im weitesten Sinne unter das Genre Americana, mit dabei ist Rockmusik, Rock ’n’ Roll, Rockabilly, Blues, 60er Jahre Beat, Surf, Bluegrass und  Alternative Country.

## Werdegang
Scotty Bullock wuchs in Emhof / Schmidmühlen in der Nähe von Amberg, direkt neben dem Truppenübungsplatz Hohenfels auf. Hier kam er schon als Sechsjähriger mit US-Soldaten in Kontakt, deren Kultur und Sprache ihn faszinierte. Im Alter von elf Jahren begann er, Gitarrenunterricht zu nehmen, anfangs zu bayerischen Volksliedern, bis er den Rock ’n’ Roll für sich entdeckte. 1983 gründete Bullock seine erste Band Flames, mit der er Tanzmusik machte. 1985 lernte er Musiker aus Regensburg und Nürnberg kennen, mit denen er im Trio erstmals ausschließlich Rock-’n’-Roll- und Rockabilly-Nummern spielt. Diverse Besetzungen, Formationen und Bandnamen (Rebel Cats, Black Jacket and the Cats, Let’z Fetz, Bruise Boys und zuletzt Duetones) folgten. Mit diesen Bands spielte Bullock zahlreiche Konzerte im bayerischen Raum, aber auch in Österreich und Italien sowie in ganz Deutschland. Parallel trat Scotty solo mit Gitarre und Mundharmonika in Kneipen und Pubs auf.
Bullock brachte sich in dieser Zeit autodidaktisch das Kontrabass-Spielen bei, indem er zur Musik von Schallplatten und Musikkassetten spielte. Als Kontrabassist spielte er 1992 mit der Studioband „Ol’ Rockin’ Bordsteinkloppers“ die 10″-LP „Bölkstoff On The Rocks“ ein – der erste Tonträger, an dem er mitwirkte. 1996 nahm Bullock mit dem Quartett Duetones die Vinyl-EP „Too Late“ auf. Diesmal stammten sämtliche Songs von Bullock. Der Tonträger erschien 1997 auf Part Records.
1997 schloss sich Bullock als Gitarrist der US-amerikanischen Formation The Swing Rays an, mit der er ein Jahr lang durch 14 Staaten der USA tourte. Zurück in Bayern, gründete er 1998 die Band Scotty Bullock and the Stampeders, mit der er das Album „Dusty Roads“ veröffentlichte. Ein Großteil der Lieder auf der Platte sind Eigenkompositionen.
1999 war Scotty Bullock Mitbegründer der Sunny Bottom Boys. Das Programm bestand diesmal aus Oldtime Country & Western, Bluegrass, Rock ’n’ Roll und Rockabilly. Mit den Sunny Bottom Boys veröffentlichte Scotty Bullock die Alben „Keep On The Sunny Side“ (2007, Part Records) sowie „Sweet Child O’Mine“ (2012, UpTop!). 2003 bekam er mit den Sunny Bottom Boys den internationalen „Pullman City Country Award“ verliehen. Es folgten Fernsehauftritte in der ARD und dem ZDF sowie ein erster Platz beim „Deutschen Rock & Pop Preis“ in Wiesbaden in der Kategorie „Deutscher Country Preis 2012“. Mit den Sunny Bottom Boys war Bullock 15 Jahre lang auf unzähligen Festivals und Konzertbühnen in Deutschland, der Schweiz, Österreich, Italien und Spanien zu Gast.
Von 2001 bis 2012 war Scotty Bullock außerdem Mitglied der Blues-Formation Natural Blues, bei der er Kontrabass spielte und sang.

## Scotty Bullock Trio
2015 gründete der Musiker das Scotty Bullock Trio, mit dem er den ersten Platz des internationalen Bandwettbewerbs „Rockabilly Rumble“ gewann. Neben ihm an Gesang und Gitarre besteht das Trio aus Felix Wenz (Bass) und Harry Weber (Schlagzeug). Im September 2017 erschien das Debütalbum des Scotty Bullock Trios mit dem Titel „Love Seeker…“

## Diskografie

### Alben
- 1993: „Bölkstoff On The Rocks“  (Ol’ Rockin’ Bordsteinkloppers, auf D`imo Records)
- 1999: „Dusty Roads“ (Scotty Bullock & the Stampeders, Cherokee Records)
- 2006: „Roots & Fruits“  (Natural Blues, Eigenverlag)
- 2007: „Keep On The Sunny Side“ (The Sunny Bottom Boys, Part Records)
- 2010: „Gearin’ It Up“ (Natural Blues, Eigenverlag)
- 2012: „Sweet Child O’Mine“ (The Sunny Bottom Boys, Uptop! Entertainment)
- 2017: „Love Seeker“ (The Scotty Bullock Trio, My Redemption Records)

### Singles
- 1997:  „Too Late“-EP (The Duetones, Part Records)
- 2012: „A Wife Is A Part Of The Devil“ (The Sunny Bottom Boys, Uptop! Entertainment)